# Tribal Dance 2.4
A Tribal Dance 2.4 című dal a holland 2 Unlimited 1993-ban megjelent dalának 2004-es változata.
A dal a német slágerlistán a 78., míg Ausztriában az 58. helyet szerezte meg.

## Megjelenések

### Tribal Dance 2.4
12"  Európa Terapia – TPA 0037-12
- A1	Tribal Dance 2.4 (Long Version) 5:48 Remix – Casino
- A2	Tribal Dance 2.4 (Revil O. Remix) 7:33 Remix – Revil O.
- B1	Tribal Dance 2.4 (2 Chains Club Mix) 5:09 Remix – 2 Chains
- B2	Tribal Dance (Original Extended) 5:11